# Denham Island, British Columbia
Denham Island är en ö i Kanada.   Den ligger i Regional District of Mount Waddington och provinsen British Columbia, i den sydvästra delen av landet, 3 700 km väster om huvudstaden Ottawa. Arean är 0,41 kvadratkilometer.
Terrängen på Denham Island är platt. Öns högsta punkt är 55 meter över havet. Den sträcker sig 0,6 kilometer i nord-sydlig riktning, och 1,2 kilometer i öst-västlig riktning.
Trakten runt Denham Island är nära nog obefolkad, med mindre än två invånare per kvadratkilometer.